# Sonidosaurus
Sonidosaurus ("ještěr z oblasti Sonid Cuo-čchi") byl rod sauropodního dinosaura z kladu Lithostrotia, žijící v období svrchní křídy na území současné Číny (autonomní oblast Vnitřní Mongolsko, geologické souvrství Iren Dabasu). Formálně byl typový druh S. saihangaobiensis popsán roku 2006 týmem čínských paleontologů.

## Rozměry
Sonidosaurus byl na poměry titanosaurů poměrně malým zástupcem, dosahoval délky jen kolem 9 metrů a hmotnosti zhruba 3 tuny (velikost dospělého nosorožce).

## Historie
Tento menší sauropod byl objeven ve stejných vrstvách jako obří oviraptorosaur Gigantoraptor erlianensis, který byl formálně popsán o rok později (2007). Holotyp s označením LH V 0010 představuje částečně zachovanou postkraniální kostru. Rodové jméno odkazuje k oblasti, v níž byl dinosaurus objeven, druhové pak k městu Saihangaobi, ležícímu nedaleko místa nálezu.